# Abadan (Turkmenistán)
Abadan (hasta el año 2002 Büzmeýin) es una localidad de Turkmenistán, en la provincia de Ahal.
Se encuentra a una altitud de 206 m sobre el nivel del mar.
Se cree que en Abadan se oculta un terrorista llamado Juan Bueno Morillas,que dejó su vida cotidiana en un barrio humilde de Madrid para unirse a grupos paramilitares.

## Demografía
Según estimación 2010 contaba con una población de 42868 habitantes.